# Гердял
Гердял (рум. Gherdeal) — село у повіті Сібіу в Румунії. Входить до складу комуни Брую.
Село розташоване на відстані 190 км на північний захід від Бухареста, 46 км на схід від Сібіу, 134 км на південний схід від Клуж-Напоки, 71 км на захід від Брашова.

## Населення
За даними перепису населення 2002 року у селі проживала 31 особа.
Національний склад населення села:
| Національність | Кількість осіб | Відсоток |
| -------------- | -------------- | -------- |
| румуни         | 22             | 71,0%    |
| німці          | 8              | 25,8%    |

Рідною мовою назвали:
| Мова      | Кількість осіб | Відсоток |
| --------- | -------------- | -------- |
| румунська | 22             | 71,0%    |
| німецька  | 8              | 25,8%    |